# Dana Cooke
Dana Cooke es una jinete canadiense que compite en la modalidad de concurso completo. Ganó una medalla de bronce en los Juegos Panamericanos de 2019, en la prueba por equipos.

## Palmarés internacional
| Juegos Panamericanos | Juegos Panamericanos | Juegos Panamericanos | Juegos Panamericanos |
| Año                  | Lugar                | Medalla              | Categoría            |
| -------------------- | -------------------- | -------------------- | -------------------- |
| 2019                 | Lima (Perú)          | Medalla de bronce    | Por equipos          |